# Thalles Roberto
Thalles Roberto da Silva, o simplemente Thalles (Passos, 8 de noviembre de 1977) es un cantante y compositor brasileño, más conocido por su trabajo en la música cristiana contemporánea. Fue músico de acompañamiento del grupo Jota Quest de Minas Gerais y trabajó con Jamil y Uma Noites durante años. Luego de su regreso a la fe protestante, lanzó el álbum Na Sala do Pai en 2009, que le valió el reconocimiento nacional, a través de canciones como "Deus da Minha Vida", "Arde Outra Vez", "Deus da Força", entre otras. El intérprete ha sido nominado al Latin Grammy y ganador del Trofeo Promesas, en varias categorías.
Tras la relevancia de su disco Na Sala do Pai, el cantante grabó un disco en directo, titulado Uma História Escrita pelo Dedo de Deus, que fue uno de los mejores discos del año y sigue siendo admirado por muchos. En 2013, el cantante produjo Sejam Cheios do Espírito Santo, que recibió críticas mixtas y causó polémica, principalmente porque la canción "Filho Meu" fue la cúspide de su éxito. También lanzó el tema principal de la película Três Histórias, Um Destino en este CD. También lanzó el super CD y DVD ID3 que ganó varios premios importantes y todas las ganancias fueron donadas para traer de vuelta a una vida digna a las niñas en África que fueron vendidas como esclavas sexuales. El DVD también contó con la presencia del cantante Naldo Benny en el tema "Quero Sua Vida Em Mim". Thalles lanzó en su discografía As Canções que eu Canto pra Ela, canciones románticas en homenaje a su esposa. Thalles también tocó para el grupo musical Renascer Praise.
Ha lanzado música en español, colaborando además con artistas de habla hispana como Danilo Montero, Alex Campos, Barak, entre otros.

## Biografía y carrera
Nacido en un hogar evangélico, junto a su familia Thalles asistió a los servicios de la Iglesia Sara Nossa Terra en la capital de Minas Gerais y en 1998 grabó un disco, y luego con Nívea Soares y Samuel Mizrahy formaron un trío llamado Muchmais, y Grabó un disco de nombre homónimo.
A partir de ese momento, el cantante comenzó a trabajar con varios músicos y artistas, siendo integrante de la banda de pop rock Jota Quest de Minas Gerais. Sin embargo, terminó alejándose del cristianismo. Después de algunos años de trabajo, comenzó a asistir a la Iglesia Bautista Lagoinha en 2009 .
Su primer disco grabado por Graça Music fue Na Sala do Pai . Tras este trabajo, grabó el DVD Na Sala do Pai y el recopilatorio Raízes .
En octubre de 2010, la cantante recibió el extinto Trofeo Mejor del Año en la categoría Revelación. Mientras viajaba, Ana Paula Porto, directora de Graça Music, recibió el premio en directo.
En abril de 2011, participó en el disco Minhas Canções na Voz dos Melhores - Volumen 4, cantando la canción "Escrita pelo Dedo de Deus", escrita por RR Soares y que se convirtió en el tema del disco que sería grabado posteriormente.
El 30 de julio se grabó su primer DVD en directo, que también se distribuyó como doble CD, titulado Uma História Escrita por Dedo de Deus . El evento se realizó en el Salón Chevrolet, en Belo Horizonte, con una audiencia de más de cinco mil personas. El álbum también contó con regrabaciones de canciones del álbum Na Sala do Pai, apariciones especiales de André Valadão, Gabriela Rocha y Victor Aguiar. El álbum presenta pop rock y soul predominantemente en todas las canciones. El trabajo fue producido por Jordan Macedo e incluso contó con Alexandre Aposan como baterista y la participación especial de Gabriela Rocha.
En septiembre de 2012, se estrenó Raízes 2 bajo la producción de Fábio Aposan. El álbum fue lanzado por Graça Music. La cantante Damares utilizó su microblog para dar a conocer la nueva participación, que es del propio cantante que hará dueto en el tema "A Drachma Perdida".
En 2014, deja Graça Music y firma un contrato con Motown Records y graba su segundo álbum en vivo, titulado ID3 .
Su éxito está muy relacionado con la estrategia de acercar las grandes discográficas al público gospel, que representa alrededor del 22 % de la población brasileña (más de 42 millones de personas). El mercado de la música góspel mueve más de 1.500 millones de reales al año, lo que llamó la atención de estas discográficas hacia este nicho de mercado y las grandes ganancias que pueden brindar cantantes como Thalles Roberto.
En agosto de 2015, Thalles y su esposa se presentaron como pastores de Igreja Renascer em Cristo, convirtiéndose en miembro de Renascer Praise, donde grabó dos discos. El cantante produjo el álbum Daniel - Renascer Praise 19, donde la mayoría de las canciones fueron escritas e interpretadas por él. El proyecto sufrió evaluaciones negativas y rechazo público debido a la fuerte influencia de Thales en el repertorio. A finales de 2016, Thalles grabó su último disco junto a Renascer Praise, Renascer Praise XX-Betel, en el que interpretó los temas Just Uma Ordem e Israel de Deus . En abril de 2017, Thalles dejó la Igreja Renascer em Cristo y volvió a su carrera en solitario, regrabando la canción “ Just Uma Ordem”, una composición en sociedad con la obispo Sonia Hernandes, donde recientemente lanzó el clip en su canal oficial de YouTube . Thalles también regrabó otras canciones que marcaron su paso por Renascer Praise, entre ellas "Projeto Original", "Propósito", "A Reply" y "Bom Futuro".

## Controversias

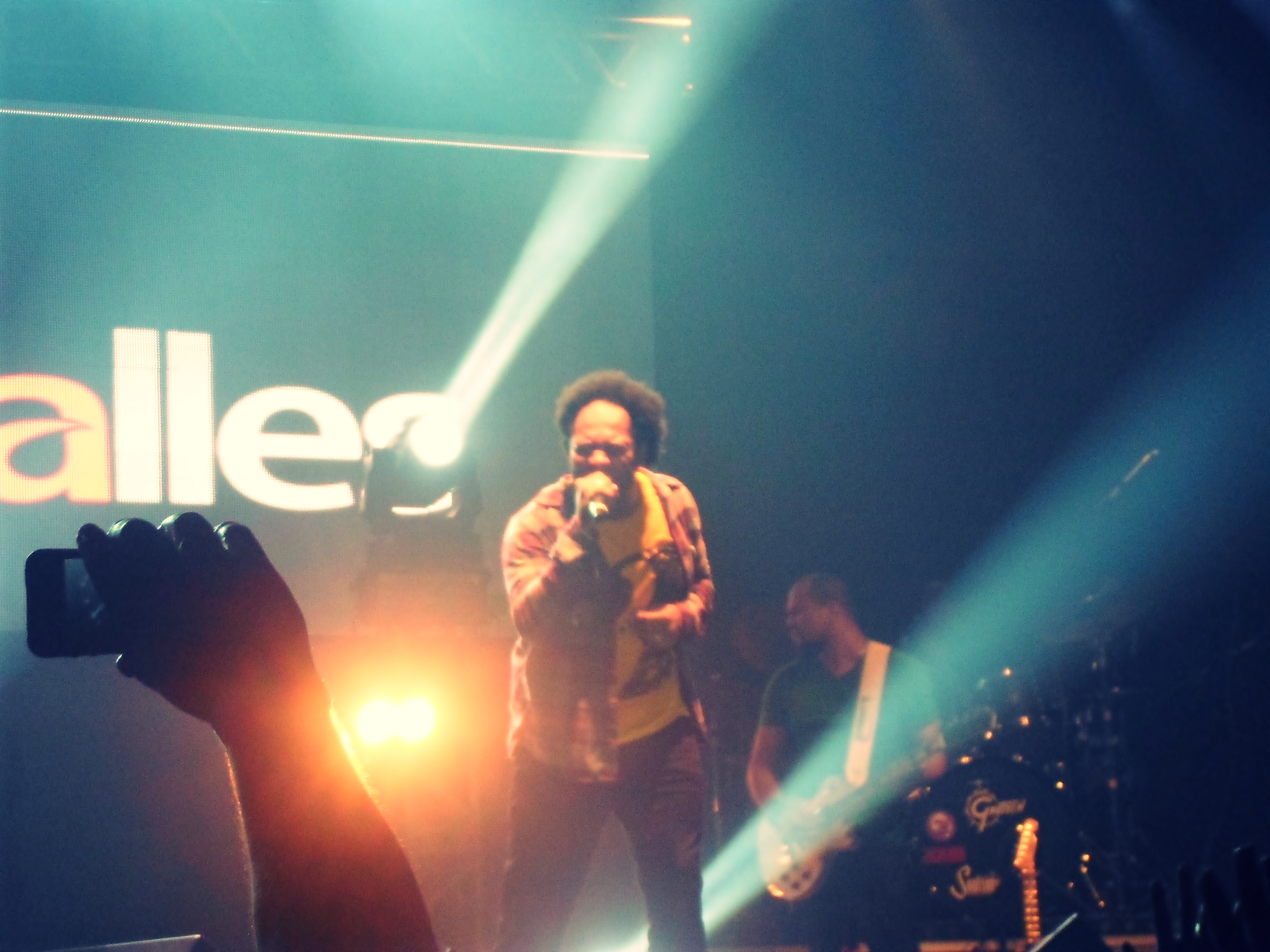
Thalles durante un show en el Centro de Eventos do Ceará en enero de 2013.

Comúnmente considerado como una personalidad controvertida, Thalles ha estado involucrado en varias controversias desde que se hizo conocido a nivel nacional. El primero de ellos ocurrió en 2012, cuando el cantante, a través de una radio, convocó a una promoción, en la que viajaría con una fan en una limusina. Sin embargo, en 2013 las controversias sobre el músico fueron mayores.

### "Hijo mio"
En 2013, con el lanzamiento del sencillo " Filho Meu ", la popularidad de la cantante se resintió. Aunque el video musical alcanzó más de 500 mil reproducciones en pocos días, la letra de la canción fue criticada por teólogos, pastores y fanáticos del artista, quienes la tildaron de herética. En ese momento, un comediante parodió el clip y Thalles le pidió personalmente que quitara el video del aire, porque estaba siendo “perseguido” por la pista.

### Espectáculo en União dos Palmares
Thalles dejó de actuar en un espectáculo en el municipio de União dos Palmares, en julio de 2013. Según el cantante, no actuó debido a que no se había pagado la tarifa combinada, hubo incumplimientos contractuales y la estructura ofrecida fue insuficiente para el evento, ya que los técnicos de sonido e iluminación no fueron pagados por la organización. El párroco que organizó el evento, por su parte, manifestó que sólo era cierto el tema de la cuota, que estaba incompleta. Parte del público en el evento grabó un video acusando a Thalles de ser un mercenario. El hecho fue ampliamente difundido en los medios de comunicación, lo que provocó que el músico y su mánager brindaran aclaraciones.

### Biblia de Thalles
En 2015, el cantante causó controversia con el lanzamiento de una Biblia, llamada ID3, que también contiene un testimonio personal suyo y fotos de su carrera musical. El caso tuvo repercusión en las redes sociales, lo que generó la indignación del intérprete, quien grabó un video llamando a las personas que no les gusta su trabajo y criticándolo como "víboras del diablo", y pidió juicio divino sobre estos individuos. 

### Cantar en música góspel es como "golpear a un borracho"
En julio de 2015, Thalles causó una fuerte polémica en las redes sociales, por un video grabado en una presentación en la Comunidad de Naciones, donde anunció que su próximo disco de material inédito estaría dedicado al público no religioso. Entre tales declaraciones, dijo que estaba siguiendo una dirección divina y que el medio del evangelio era débil. Para Thalles, cantar música góspel es como darle una paliza a un borracho. Por eso dijo que "estoy por encima del promedio porque estoy entre los débiles". Las palabras del músico causaron revuelta en el público que lo miraba, internautas y también la decepción de otros músicos del nicho protestante.
Leonardo Gonçalves le escribió públicamente a Thalles criticándolo: "tu opinión sobre nosotros no hace la más mínima diferencia", y, entre varias otras frases, le dijo que "no quiero y nunca quise tu fama y tu dinero". Además de Leonardo y Marcos, Ana Paula Valadão, Luiz Arcanjo, Marcus Salles, Amanda Ferrari, Vanilda Bordieri, Cassiane y Lydia Moisés desaprobaron las declaraciones del cantante.
El 22 de marzo de 2017, casi dos años después de esta polémica, el cantante volvió a retratarse sobre este discurso en una red social.

## Discografía

#### Como solista
- 2009: Na Sala do Pai
- 2010: Raízes
- 2011: Uma História Escrita pelo Dedo de Deus
- 2012: Raízes 2
- 2013: Sejam Cheios do Espírito Santo
- 2014: ID3
- 2014: Ao Vivo em São Paulo
- 2015: As Canções que eu Canto pra Ela
- 2015: Dios me ama
- 2017: Oração
- 2017: Essência
- 2019: Saudad3s
- 2021: Luz

#### Con otros grupos/artistas
- 2007: Nêga - Luciana Mello (voz en "Bem me Quer")
- 2011: Minhas Canções na Voz dos Melhores - Volumen 4 - Varios artistas (voz en "Escrita pelo Dedo de Deus")
- 2011: É Desse Jeito - Felipão (voz en "Deus da Minha Vida")
- 2012: Entre Irmãos Live - Alexandre Aposan (voz en "Arde Outra Vez")
- 2012: Jesús - Gabriela Rocha (producción musical, arreglos)
- 2013: Fortaleza - André Valadão (voz en "Sou de Jesus")
- 2013: O Maior Troféu - Damares (voz en "A Drachma eo Seu Owner")
- 2015: Daniel - Renascer Praise
- 2016: Betel - Renascer Praise

## Videografía

#### Como solista
- 2010: Na Sala do Pai
- 2011: Uma História Escrita pelo Dedo de Deus
- 2014: ID3
- 2017: Essência

#### Con otros grupos/artistas
- 2016: Daniel - Renascer Praise
- 2017: Betel - Renascer Praise
- 2019: Ven Espíritu Santo - Grupo Barak con Thalles Roberto

## Nominaciones y premios

### Premios Grammy Latinos
| Año  | Categoría                            | Trabajo nominado             | Resultado |
| ---- | ------------------------------------ | ---------------------------- | --------- |
| 2024 | Mejor Álbum Cristiano (En Portugués) | Deixa Vir – Vol II (Ao Vivo) | Ganador   |

### Premios GMA Dove
| Año  | Categoría                  | Trabajo nominado | Resultado |
| ---- | -------------------------- | ---------------- | --------- |
| 2016 | Álbum cristiano en español | Dios me ama      | Ganador   |

### Premios Arpa
| Año  | Categoría                   | Trabajo nominado | Resultado |
| ---- | --------------------------- | ---------------- | --------- |
| 2016 | Mejor álbum vocal masculino | Dios me ama      | Ganador   |

### Trofeo mejor del año
Premios y nominaciones a lo mejor del año:
| Año  | Categoría      | Indicado                               | Resultado |
| ---- | -------------- | -------------------------------------- | --------- |
| 2012 | Mejor cantante | Él mismo                               | Ganador   |
| 2012 | Mejor CD       | Uma História Escrita pelo Dedo de Deus | Ganador   |
| 2012 | Mejor DVD      | Uma História Escrita pelo Dedo de Deus | Ganador   |

### Trofeo Promesas
Premios y nominaciones en el Trofeo Promesas :
| Año  | Categoría       | Indicado           | Resultado |
| ---- | --------------- | ------------------ | --------- |
| 2011 | Revelación      | Thalles Roberto    | Ganador   |
| 2011 | Mejor música    | Deus da Minha Vida | Nominado  |
| 2011 | Mejor DVD       | Na Sala do Pai     | Nominado  |
| 2011 | Mejor videoclip | Deus da Minha Vida | Nominado  |
| 2011 | Mejor cantante  | Thalles Roberto    | Nominado  |

### Grammy Latino
| Año  | Categoría                                    | Indicado                | Resultado |
| ---- | -------------------------------------------- | ----------------------- | --------- |
| 2004 | Mejor Álbum de Música Cristiana en Portugués | Acústico -Gospel Thales | Nominado  |

### Trofeo Generando Salvación
Nominaciones y premios enumerados a continuación:
| Año  | Categoría            | Indicado                      | Resultado |
| ---- | -------------------- | ----------------------------- | --------- |
| 2021 | Colaboración del año | Daniel (junto a Fernandinho ) | Nominado  |
| 2021 | Cantante del año     | Él mismo                      | Nominado  |